# 尖卷螺
尖卷螺（学名：Rhizorus radiola）为凹塔螺科尖卷螺属的动物。分布于日本，包括渤海、黄海、东海等海域，属于温带性种类。其多见于潮间带-潮下带水深124米泥砂质底。